# Ioan Maximovici
Sfântul Ioan Maximovici, numit și Sfântul Ioan din Shanghai și San Francisco (cu numele de mirean Mihail Borisovici Maximovici, rusă Михаил Борисович Максимович; n. 4 iunie 1896, Regiunea Harkov, Ucraina – d. 2 iulie 1966, Seattle, Washington, SUA) a fost un proeminent ascet ortodox și ierarh al Bisericii Ortodoxe Ruse din afara Rusiei (ROCOR), care a propovăduit ortodoxia în China, Europa Occidentală și SUA. El a fost un păstor și tată spiritual de înaltă reputație, căruia credincioșii i-au atribuit puterea facerii de minuni, a vindecărilor și a înaintevederii. În mediul ortodox american mai este numit și sfântul Ioan, făcătorul de minuni.

## Viața

### Tinerețea
Mihail Maximovici s-a născut în 1896 în satul Adamovka din gubernia Harkov, în Imperiului Rus (estul Ucrainei de astăzi). Pe linie paternă, prin tatăl său Boris, avea rădăcini sârbești. Mama sa se numea Glafira. Unul dintre înaintașii săi de sânge a fost Sfântul Ioan din Tobolsk, mitropolit al Tobolskului și al întregii Siberii, canonizat în 1916.
Mihail a fost un copil bolnăvicios, ce colecționa icoane și cărți bisericești. Fiind captivat de viețile sfinților, se juca cu soldățeii de jucărie pretinzând că aceștia sunt călugări, iar că fortărețele sunt mănăstiri. Credința sa era atât de remarcabilă, încât doica sa franțuzoaică s-a convertit de la Catolicism la Ortodoxie. În toată această perioadă, religiozitatea i-a fost alimentată de apropierea de Mănăstirea Sviatogorsk, ce se afla la opt kilometri de moșia părintească.
În perioada 1907–1914 a urmat Școala de Cadeți din Poltava. În această perioadă a fost influențat duhovnicește de episcopul Teofan al Poltavei, care fusese duhovnic al familiei imperiale rusești. În 1909 a săvârșit o abatere disciplinară când, în timpul unui marș ceremonial, s-a oprit pentru a se închina înaintea Catedralei din Poltava. A fost însă absolvit de pedeapsă de către inspectorul general al școlilor militare de la acea vreme.
Terminând Școala de Cadeți, s-a înscris la Facultatea de Drept din cadrul Universității Imperiale din Harkov, pe care a absolvit-o patru ani mai târziu, în 1918. În timpul Revoluției Bolșevice, a fost arestat de mai multe ori, datorită opoziției sale fața de distrugerea bisericilor. În această perioadă s-a apropiat duhovnicește de mitropolitul Antonie Hrapovițki, de la care a aprofundat viața duhovnicească.

### În Iugoslavia
Datorită regimului bolșevic, familia lui Mihail a decis, în 1921, să se refugieze la Belgrad, în Iugoslavia. Mihail s-a înscris în același an la Facultatea de Teologie a Universității din Belgrad, absolvind-o în 1925. Contribuia financiar la întreținerea familiei prin vânzarea de ziare.
În 1924 a fost hirotesit citeț de către mitropolitul Antonie Hrapovițki (refugiat și el la Belgrad), iar doi ani mai târziu, în 1926, s-a călugărit și a fost hirotonit ierodiacon de către același mitropolit, care i-a dat numele de călugărie Ioan, după ruda sa, Sfântul Ioan din Tobolsk. Pe 21 noiembrie al aceluiași an a devenit ieromonah.
Începând din această perioadă, Ioan nu a mai dormit în pat. Dormea pe scaun sau fotoliu sau se odihnea rămânând înghenuncheat în fața icoanelor. Mânca doar o dată pe zi. Timp de câțiva ani a lucrat ca instructor și tutore în Iugoslavia. A lucrat ca profesor de religie la Gimnaziul din Chichinda Mare între anii 1925 și 1927. În 1929, Sfântul Sinod al Bisericii Ortodoxe Sârbe l-a numit profesor al Seminarului din Bitola, al cărui director era Nicolae Velimirovici. Ioan a câștigat respectul și devotamentul seminariștilor prin viața sa ascetică și grija ce le purta. A rămas în această funcție până în 1934.

### În Shanghai
În 28 mai 1934 a fost hirotonit episcop al Bisericii Ortodoxe Ruse din afara Rusiei de către mitropolitul Antonie Hrapovițki și transferat în Eparhia din Shanghai.  Ajuns în Shanghai în noiembrie 1936, episcopul Ioan a găsit catedrala neterminată și o comunitate ortodoxă divizată pe criterii etnice. Căutând să restabiliească pacea, s-a implicat în instutuțiile caritabile locale, fondând, de asemenea, un orfelinat pentru copiii nevoiași. Prin acest orfelinat aveau să treacă de-a lungul timpului aproximativ 3500 de copii.
Restabilind unitatea bisericii, prin împăcarea dintre ruși, greci și sârbi, a reușit să finalizeze în 1937 construcția Catedralei din Shanghai, care a primit hramul „Icoana Maicii Domnului, mijlocitoarea păcătoșilor”. În prezent, autoritățile comuniste chineze au transformat-o în spațiu expozițional.   
În timpul ocupației japoneze, a devenit conducătorul coloniei rusești din Shanghai, supunându-se riscurilor aferente și continuându-și activitatea pastorală. În toată această perioadă a făcut vizite periodice la penitenciare, spitale și bolnavii psihiatrici, unde a săvârșit frecvent Sfânta Liturghie.
Rămânând singurul ierarh rus din China care refuza să se supună autorității Bisericii Ortodoxe Ruse, dominată de sovietici și condusă atunci de patriarhul Alexei I al Moscovei, a fost ridicat în 1946 la rangul de arhiepiscop al Chinei de către Sfântul Sinod al Bisericii Ortodoxe Ruse din afara Rusiei.
Când comuniștii au preluat puterea în China în 1949, aproximativ 5000 de oameni din colonia rusă au decis să părăseascî țara și s-au refugiat inițial pe insula Tubabao din Filipine, într-o tabără a Organizației Internaționale pentru Refugiați. Arhiepiscopul Ioan, devenind lider și reprezentant al refugiaților, a făcut dese călătorii diplomatice, în special la Washington, D.C., pentru a facilita refugierea comunității sale în SUA prin votarea unei legi speciale, dar și în alte state ale lumii. Majoritatea celor 5000 de refugiați ruși au ajuns în SUA, Australia și America de Sud. În perioada șederii refugiaților pe insula Tubabao, aceasta nu a fost lovită de niciun taifun, frecvente de altfel. La 1951, la scurt timp după evacuarea taberei de refugiați, insula a fost lovită de un puternic taifun, evenimentul soldându-se cu doi morți. Refugiații au mărturisit că arhiepiscopul Ioan binecuvânta tabăra în fiecare noapte.

### În Europa de Vest

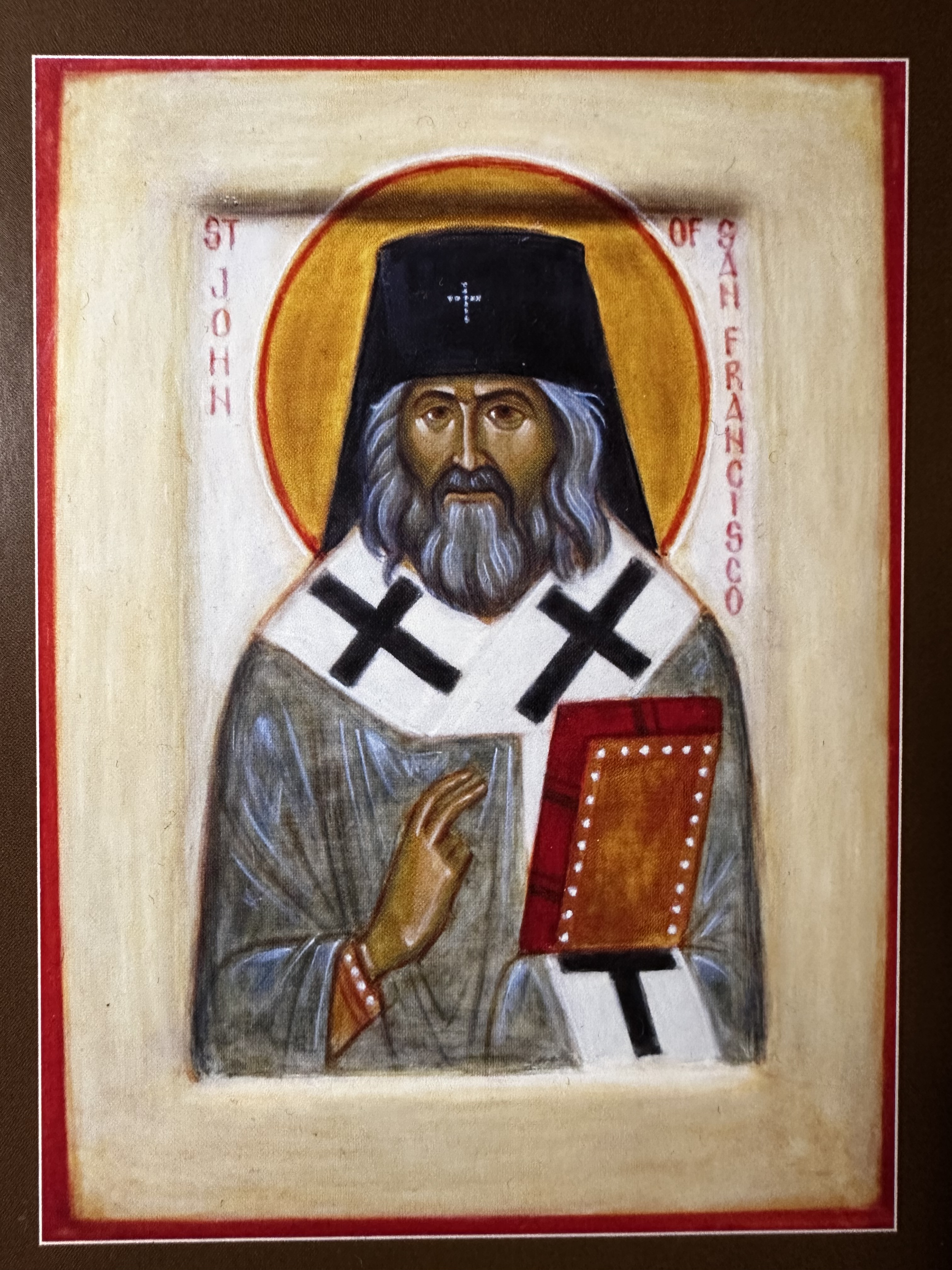
Icoana sfântului Ioan Maximovici

În 1951, arhiepiscopul Ioan a fost repartizat în Arhiepiscopia Europei de Vest, având reședința întâi la Paris, iar apoi la Bruxelles. Făcea frecvente călătorii în SUA, unde erau organizate sinoadele Bisericii Ortodoxe Ruse din afara Rusiei. 
Între acțiunile sale din această perioadă, a fost și reintroducerea sfinților apuseni de dinainte de 1054 (când a avut loc Marea Schismă) în calendarele ortodoxe și în slujbele bisericești. De asemenea, a susținut traducerea cărților de cult în limbile locale. În continuare a fost remarcat prin comportamentul său considerat extravagant, mergând cu picioarele goale pe străzile Parisului sau oprindu-se inopinat pentru a săvârși părăstase la locurile unde avuseseră loc asasinate.

### În San Francisco
La cererea stăruitoare a miilor de credincioși ruși din San Francisco, oraș unde exista cea mai mare catedrală ortodoxă din SUA (atunci neterminată), arhiepiscopul Ioan a acceptat funcția de arhiepiscop de San Francisco în anul 1962. Și aici diviziunea din interioriul comunității a dus la sistarea lucrărilor la catedrala locală. Deși a finalizat construcția catedralei și a restabilit ordinea în comunitatea, a devenit ținta calomniilor din partea dușmanilor politici și bisericești. În 1963, aceștia au intentat un proces împotriva lui pentru presupusa deturnare de fonduri privind construcția catedralei ortodoxe din San Francisco. Toți cei implicați au fost achitați, însă acest proces l-a mâhnit îndelung pe arhiepiscopul Ioan.
În 1964 s-a implicat activ în procesul de canonizare a Sfântului Ioan de Kronstadt, aducându-și contribuția și la scrierea acatistului și slujbei acestuia. 

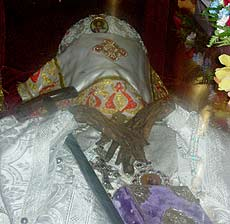
Moaștele sfântului Ioan Maximovici

## Moartea și canonizarea
Pe 2 iulie 1966, arhiepiscopul Ioan a murit la Seattle, într-o sâmbătă, la câteva ore după săvârșirea Sfintei Liturghii. Mai mulți credincioși au susținut că el ar fi prezis locul și timpul morții sale. A fost înmormântat în cripta aflată sub Catedrala ortodoxă din San Francisco, cu hramul Maica Domnului, bucuria tuturor celor necăjiți.
Pe 30 septembrie 1993, în cadrul procesului de canonizare, a avut loc deshumarea arhiepiscopului Ioan, trupul fiind găsit intact și neputrezit. Pe 2 iulie 1994, arhiepiscopul Ioan Maximovici a fost canonizat de către Biserica Ortodoxă Rusă din afara Rusiei. Moaștele sale se află într-un altar lateral din naosul catedralei din San Francisco. 
În 2023, Sfântul Sinod al Bisericii Ortodoxe Române a hotărăt introducerea în calendarul ortodox român al Sfântului Ierarh Ioan Maximovici, cu data de prăznuire 2 iulie.